# Kaskaden (Ökoregion)

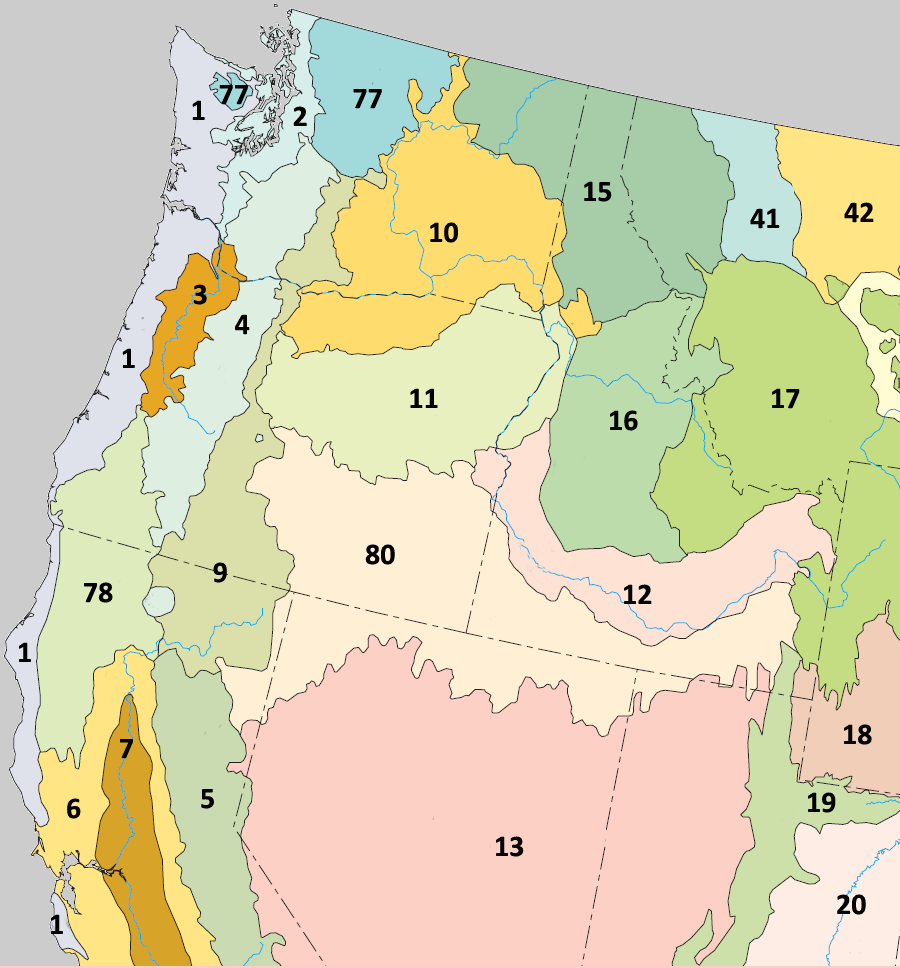
Ökoregionen des Levels III im Pazifischen Nordwesten. Die Kaskaden sind mit Nummer 4 bezeichnet

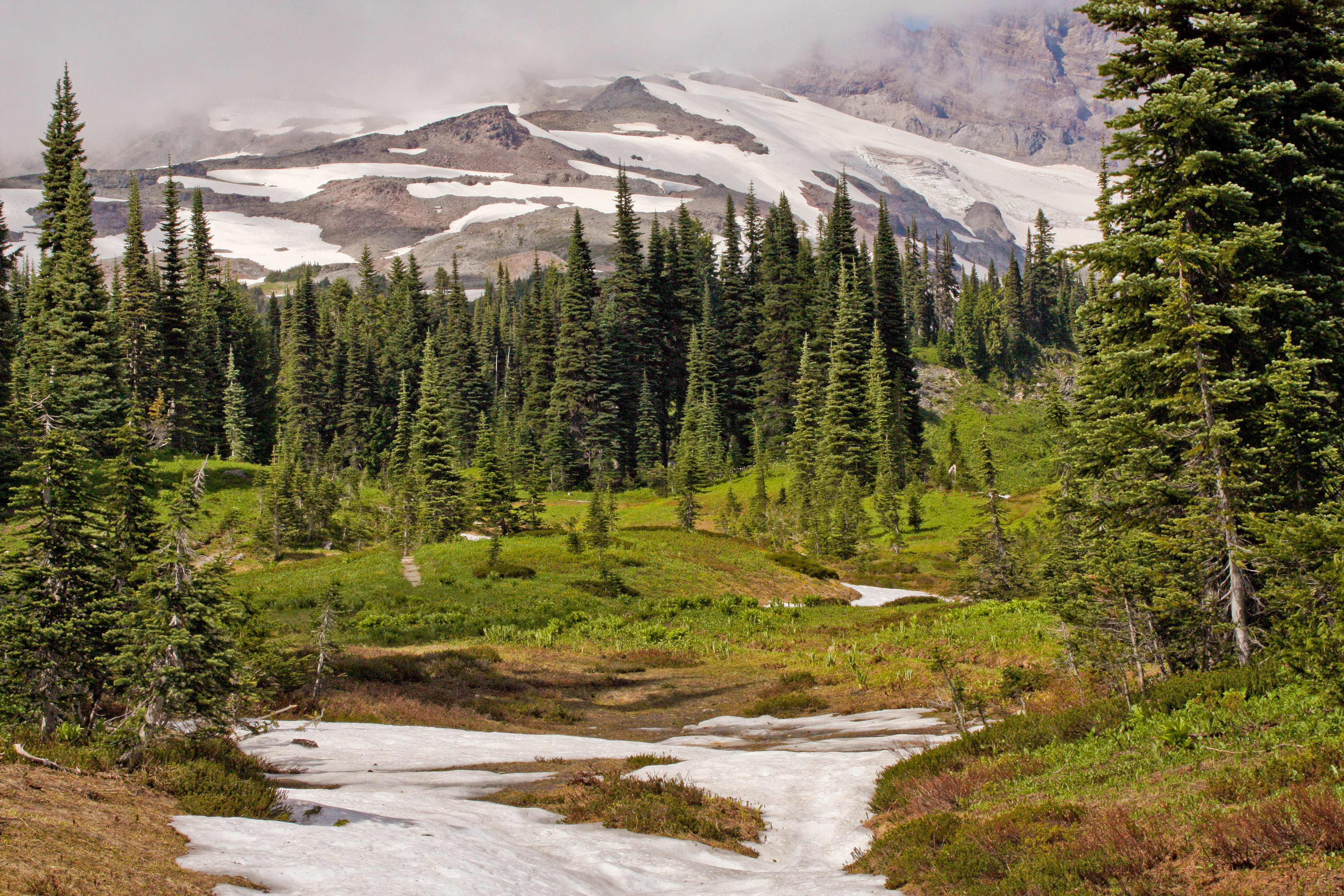
Haine von Felsengebirgs-Tannen wachsen unregelmäßig verteilt unterhalb der Gletscher und permanenten Schneefelder am Südhang des Mount Rainier in der Ökoregion 4d.

Die Ökoregion der Kaskaden ist nach der Klassifikation der United States Environmental Protection Agency (EPA) eine Ökoregion des Levels III in den US-Bundesstaaten Kalifornien, Oregon und Washington. Etwas kleiner als die Kaskadenkette, nach der sie benannt ist, erstreckt sich die Ökoregion über 44.952 km² vom Snoqualmie Pass nahe Seattle im Norden bis zum Hayden Pass nahe der Grenze zwischen Oregon und Kalifornien im Süden. Sie umfasst die Gipfel und Westhänge des größten Teils der Hoch-Kaskaden. Eine Exklave liegt um den Mount Shasta in Kalifornien.
Das Grundgebirge der bergigen Region besteht aus känozoischem vulkanischem Gestein, das durch alpine Gletscher überformt wurde. Der östliche Teil der Region enthält aktive wie auch schlafende Vulkane, die als Cascades Volcanic Arc bezeichnet werden und bis zu 14.411 ft (4.392 m) aufragen. Die westlichen Kaskaden sind älter, flacher und von zahlreichen steilwandigen Bachtälern durchschnitten. Die Region hat ein feuchtes gemäßigtes Klima, welches zum Wachstum dichter, hoch produktiver gemäßigter Nadel-Regenwälder beiträgt, die intensiv forstwirtschaftlich oder zu Erholungszwecken genutzt werden. Subalpine Wiesen kommen in höheren Lagen vor.
Ein Großteil der Region besteht aus Land in öffentlicher Hand, das von der Bundesregierung verwaltet wird. Dazu gehören die National Forests Mount Baker-Snoqualmie, Wenatchee, Gifford Pinchot, Mount Hood, Willamette, Umpqua und Rogue River sowie das Columbia River Gorge National Scenic Area; die Wildnisgebiete Clearwater, Norse Peak, Tatoosh, William O. Douglas, Goat Rocks, Mount Adams, Indian Heaven, Trapper Creek, Salmon-Huckleberry, Mount Hood, Table Rock, Bull of the Woods, Opal Creek, Middle Santiam, Menagerie, Mount Jefferson, Mount Washington, Three Sisters, Diamond Peak, Boulder Creek, Mount Thielsen, Rogue-Umpqua Divide, Sky Lakes und Mountain Lakes; schließlich die Nationalparks Mount Rainier und Crater Lake sowie das Mount St. Helens National Volcanic Monument.
Die Kaskaden-Region grenzt an folgende Ökoregionen: im Norden an die North Cascades, im Süden an die Klamath Mountains, im Osten an die Eastern Cascades Slopes and Foothills und im Westen an das Willamette Valley sowie das Puget Lowland. Sie wird in sechs Level-IV-Ökoregionen in Washington and Oregon unterteilt, die unten beschrieben sind. Die Kartierung der Level-IV-Regionen in Kalifornien ist noch nicht abgeschlossen.
Zu den nachgewiesenen Tierarten gehören Schwarzbär, Hirsche, Wapitis, Luchse, Pumas, Coyoten, Skunks, Waschbären und Streifenhörnchen.

## Level-IV-Ökoregionen

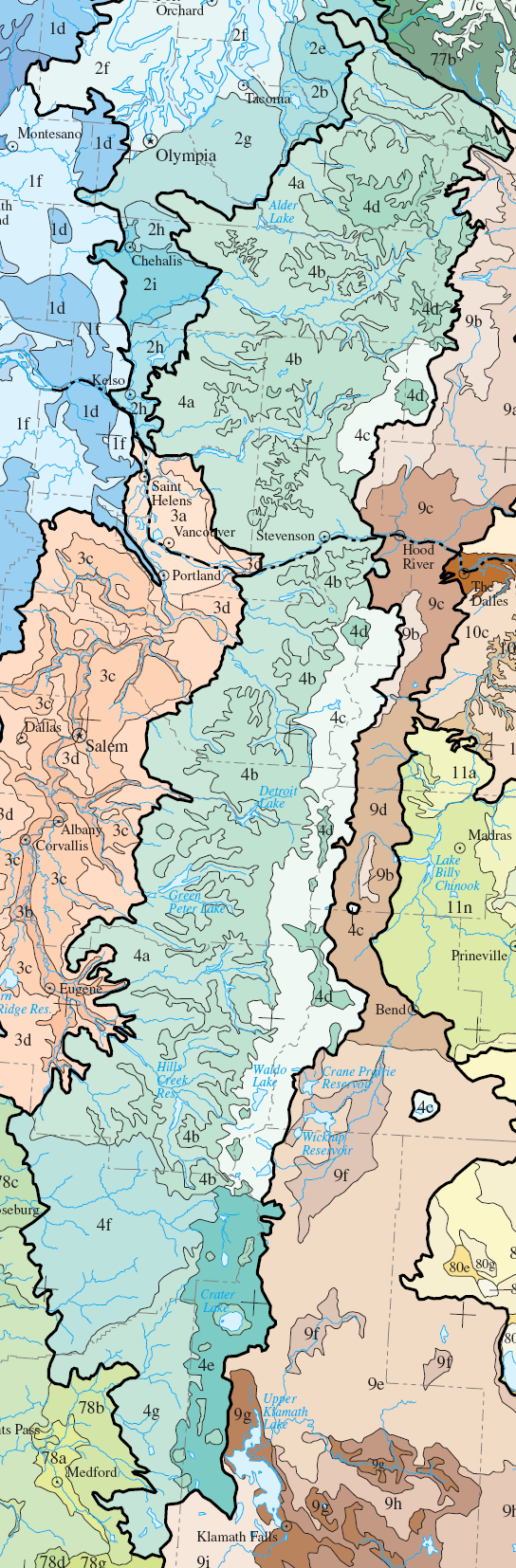
Die Level-IV-Regionen der Kaskaden-Ökoregion in Oregon und Washington. Die Exklave in Kalifornien um den Mt. Shasta ist bisher noch nicht kartiert worden. (Gesamtkarte).

### Western Cascades Lowlands and Valleys (4a)
Die Ökoregion Western Cascades Lowlands and Valleys (dt. „Tiefländer und Täler der Westkaskaden“) umfasst ein Netzwerk steiler Gebirgsgrate und enger Täler an den unteren Hängen der Kaskadenkette. Die Höhenlagen variieren zwischen 600 ft (ca. 200 m) und 4.000 ft (ca. 1.200 m). Das milde, feuchte Klima führt zum Wachstum üppiger Wälder, die von Hemlocktannen und Douglasien dominiert werden; dazu gesellen sich Riesen-Lebensbaum, Oregon-Ahorn, Rot-Erle, Weinblatt-Ahorn, Shallon-Scheinbeere, Rhododendron, Gewöhnliche Mahonie, Huckleberry, Weiße Zimt-Himbeere, Westamerikanischer Schwertfarn, Sauerklee, Hasel und Brombeeren. Die Böden sind wärmer als die in den höheren Lagen. Die Region ist eine der bedeutendsten Holz produzierenden Gebiete im Pazifischen Nordwesten. Die steilen, nach Westen gerichteten Täler enthalten Flüsse und Bäche mit hohem und mäßigem Gefälle, die Lebensraum für Lachsfische bieten, darunter für die gefährdeten Königslachse, Steelhead- und Stierforellen. Zu den bedeutenden Einzugsgebieten in Oregon gehören die des North Umpqua River, des North Fork und des Middle Fork Willamette River, des McKenzie River, des North Santiam River, des South Santiam River, des Clackamas River, des Salmon River und des Bull Run River; in Washington die des Lewis River, des Cowlitz River, des Nisqually River, des Puyallup River, des White River und des Green River. Reservoire speichern Schmelzwasser für Bewässerung und örtliche Wasserverteilungssysteme im Willamette Valley. Die Westerns Cascades Lowlands and Valleys sind die größte der Unter-Regionen der Kaskaden. Sie bedecken 10.110 km² in Oregon und 6.208 km² in Washington.

### Western Cascades Montane Highlands (4b)
Die Ökoregion Western Cascades Montane Highlands (dt. „Montane Hochlagen der West-Kaskaden“) ist von durch steile Täler getrennten Bergen gekennzeichnet. Sie enthält Bäche mit starkem bis mäßigem Gefälle sowie Gletscherseen in Felsmulden. Die Höhenlagen variieren zwischen 3.000 ft (ca. 900 m) und 6.500 ft (ca. 2.000 m). Die westlichen Kaskaden sind älter und stärker erodiert als die Vulkanische Hochebene und die herausragenden schneebedeckten Vulkankegel der Hoch-Kaskaden im Osten. Sie sind von dunklem Basalt unterlegt, im Unterschied zu den grauen Andesiten der Hoch-Kaskaden. Die Region hat niedrigere Temperaturen und größere Schneemengen im Winter als die Tieflagen und Täler im Westen. Die Böden sind öfter gefroren, auch Dauerfrostboden kommt vor. Die zahlreichen Niederschläge bieten Wachstumsbedingungen für von Douglasien und Westamerikanischen Hemlocktannen dominierte Wälder, in denen auch  Berg-Hemlocktannen, Edel-Tannen, Felsengebirgs-Tannen, Küsten-Tannen, Purpur-Tannen, Rot-Erlen und Pazifische Eiben gedeihen, mit einem Unterwuchs aus Weinblatt-Ahorn, Rhododendron, Mahonien, Huckleberry und Brombeeren. Heutzutage wird die Region stark durch die forstwirtschaftliche und die Erholungsnutzung bestimmt. Sie ist außerdem eine bedeutende Wasserquelle für Städte, Vorstädte und die Landwirtschaft. Sie ist mit 7.070 Quadratkilometern in Oregon und 4.734 Quadratkilometern in Washington die zweitgrößte der Sub-Regionen der Kaskaden.

### Cascade Crest Montane Forest (4c)
Die Ökoregion Cascade Crest Montane Forest (dt. „Montan-Wälder des Kaskaden-Kamms“) besteht aus einer welligen Hochebene mit vereinzelten vulkanischen Härtlingen und Kegeln, die maximal 6.500 ft (1.981 m) Höhe erreichen. Der Vulkanismus im Pliozän übertraf die miozänen Vulkane der Western Cascades Montane Highlands an Höhe. Später hinterließ die Vergletscherung im Pleistozän zahlreiche Seen in Felsmulden, die über die gesamte Hochebene verteilt sind. Gewundene Bäche mit mäßigem Gefälle queren das Terrain. Die Region ist dicht bewaldet mit Berg-Hemlocktannen, Felsengebirgs-Tannen und Purpur-Tannen nebst einigen Küsten-Tannen, Edel-Tannen, Douglasien, Engelmann-Fichten und Küsten-Kiefern sowie einem Unterwuchs aus Weinblatt-Ahorn, Huckleberry, Rhododendron, Bärengras, Moosglöckchen und „Wintergreen“. Auf Bergwiesen wachsen Seggen, Kraut-Weiden and Rasen-Schmielen. Die Region bedeckt 4.940 km² in Oregon und 803 km² in Washington entlang des Hauptgrates der Kaskaden; eine Exklave dieser Region ist am Newberry Volcano südöstlich von Bend zu finden.

### Cascades Subalpine/Alpine (4d)
Die Ökoregion Cascades Subalpine/Alpine (dt. „Subalpine und alpine Lagen der Kaskaden“) ist ein Gebiet hoher vergletscherter vulkanischer Gipfel oberhalb der subalpinen Wiesen mit reißenden Gletscherbächen, gletschergeformten Karen und Karseen. Die pleistozäne Vergletscherung überformte die Berge oberhalb von 6.500 ft (ca. 2.000 m) und hinterließ Moränen, Gletscherseen und Canyons mit U-förmigem Querschnitt. Gletscher und permanente Schneefelder sind an den höchsten Gipfeln immer noch vorhanden, werden aber von Nord nach Süd seltener. Die Vegetation ist an die Hochlagen, die tiefen Winter-Temperaturen und kurze Vegetationsperioden sowie an dicke Schneedecken angepasst. Sie besteht hauptsächlich aus krautigen Pflanzen, strauchdurchsetzten subalpinen Wiesen und verteilten Gruppen von Berg-Hemlocktannen, Felsengebirgs-Tannen sowie Weißstämmigen Kiefern nahe der Waldgrenze. Auf feuchten Wiesen wachsen Carex breweri (englisch Brewer's sedge), Carex heteroneura (englisch Holm's sedge), Carex nigricans (englisch black alpine sedge), Rasen-Schmiele und Alpen-Aster. Sonst gibt es nur blanken Fels. Die Region bedeckt 1.000 km² in Washington und 860 km² in Oregon und enthält viele der prominenten Vulkanberge der Hoch-Kaskaden wie den Mount Rainier, den Mount Adams, den Mount Hood, den Mount Jefferson, die Three Sisters, den Mount Bachelor, den Diamond Peak, den Mount Scott und den Mount McLoughlin.

### High Southern Cascades Montane Forest (4e)
Die Ökoregion High Southern Cascades Montane Forest (dt. „Montanwälder der südlichen Hoch-Kaskaden“) ist eine wellige vergletscherte vulkanische Hochebene mit isolierten Härtlingen und Vulkankegeln. Es gibt viele Gletscherseen. Mit Höhenlagen zwischen 4.000 ft (ca. 1.200 m) und 8.200 ft (ca. 2.500 m) bildet sie die Übergangszone zwischen den Süd-Kaskaden und der Subalpine/Alpine Zone. Auf Dauerfrostböden wachsen Nadelmischwälder, die von Berg-Hemlocktannen, Küsten-Kiefern und Felsengebirgs-Tannen dominiert werden; die Böden sind kälter als die der Süd-Kaskaden. Küsten-Tannen, Kolorado-Tannen und Pracht-Tannen kommen ebenso vor und werden nach Süden und Osten zu häufiger. Weißstämmige Kiefern findet man in den Hochlagen. Der Unterwuchs besteht aus Hainsimsen, Winterlieb, Lupinen und Orthilia secunda (englisch sidebells shinleaf), einem Heidekrautgewächs. In den höchsten Lagen gibt es offene Wiesen mit Eriogonum pyrolifolium (englisch Shasta buckwheat), dem Berg-Knöterich Aconogonon davisiae (englisch Newberry knotweed) und Brewer's Segge. In der Region fallen tendenziell weniger Niederschläge als im Cascade Crest Montane Forest, es gibt eine längere Trockenperiode im Sommer und mehr temporäre Gewässer. Sie bedeckt 2.370 km² in Süd-Oregon und schließt in den tieferen Lagen den Crater Lake National Park ein.

### Southern Cascades (4f)
Die Ökoregion Southern Cascades (dt. „Süd-Kaskaden“) liegt insgesamt tiefer und ist weniger zerklüftet als die umliegenden Regionen. Sie ist durch sanft ansteigende Berge und weite Täler gekennzeichnet. Die Höhenlagen reichen von 1.400 ft (ca. 400 m) bis 5.300 ft (ca. 1.600 m). Das Klima ist trockener als in anderen Teilen der Kaskadenkette, und die Vegetation ist an die langen trockenen Sommer angepasst. Der Abfluss der Bäche und Flüsse ist signifikant geringer als in den Systemen des Nordens. Westamerikanische Hemlocktannen und Riesen-Lebensbäume, die in den Ökoregionen der West-Kaskaden Indikator-Arten sind, nehmen in den Süd-Kaskaden südwärts immer stärker ab und werden durch Arten der Sierra Nevada wie Weihrauchzeder, Kolorado-Tanne, Pracht-Tanne und Zucker-Kiefer ersetzt; der Unterwuchs besteht aus Schneebeeren, Moosglöckchen, Mahonien, Felsenbirnen, Chrysolepis-Arten (englisch golden chinkapin) und Wald-Schaumspiere. In tieferen Lagen sind Douglasien und Gelb-Kiefern vorherrschend. Die Region  bedeckt 3.660 km² in Süd-Oregon in den Einzugsgebieten von South Umpqua River and Rogue River; sie ist von den West-Kaskaden durch die Calapooya Mountains getrennt.

## Galerie

### Flora

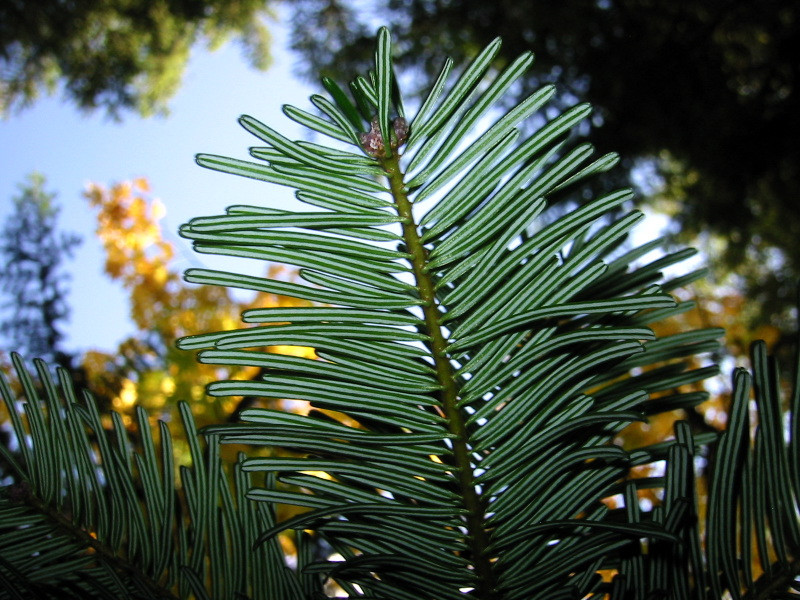
Küsten-Tanne im Wenatchee National Forest
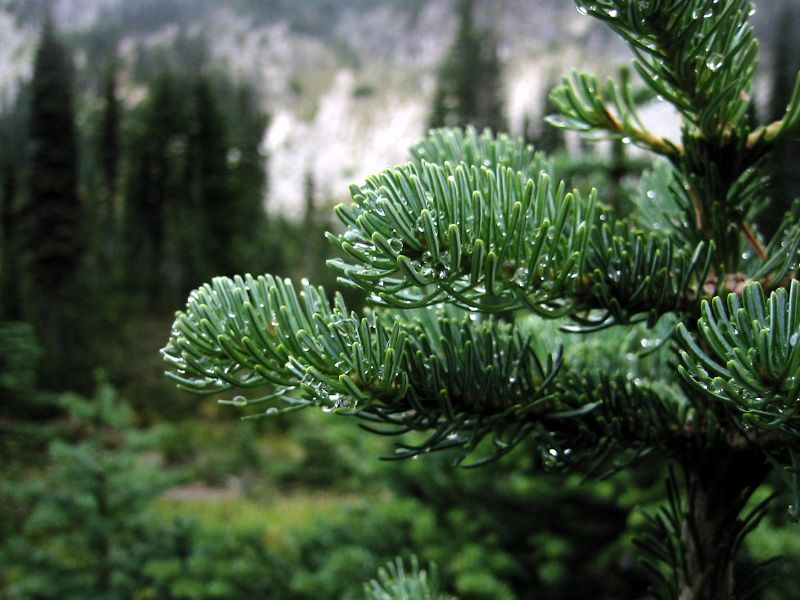
Felsengebirgs-Tanne im Mount Rainier National Park
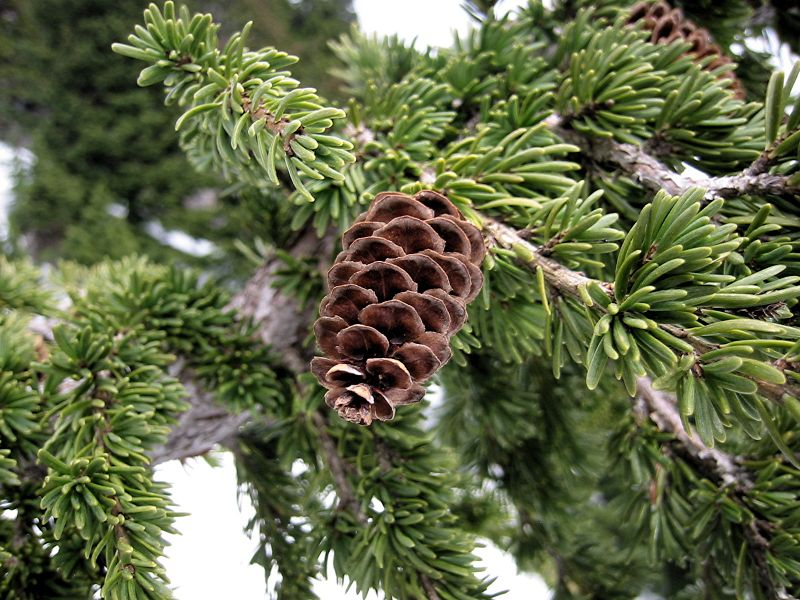
Berg-Hemlocktanne im Mount Baker-Snoqualmie National Forest
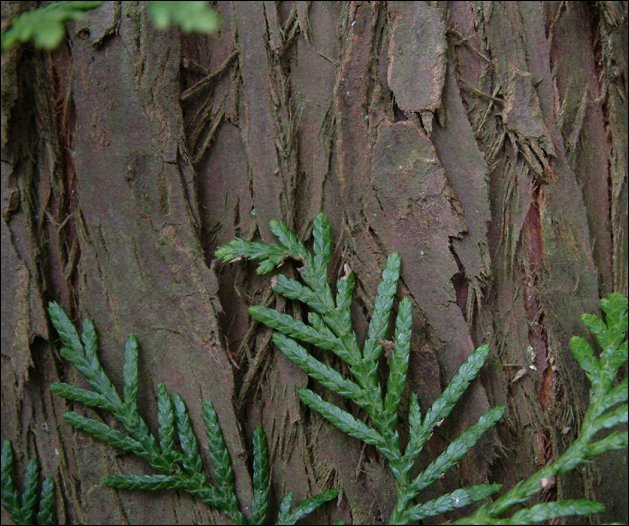
Riesen-Lebensbaum
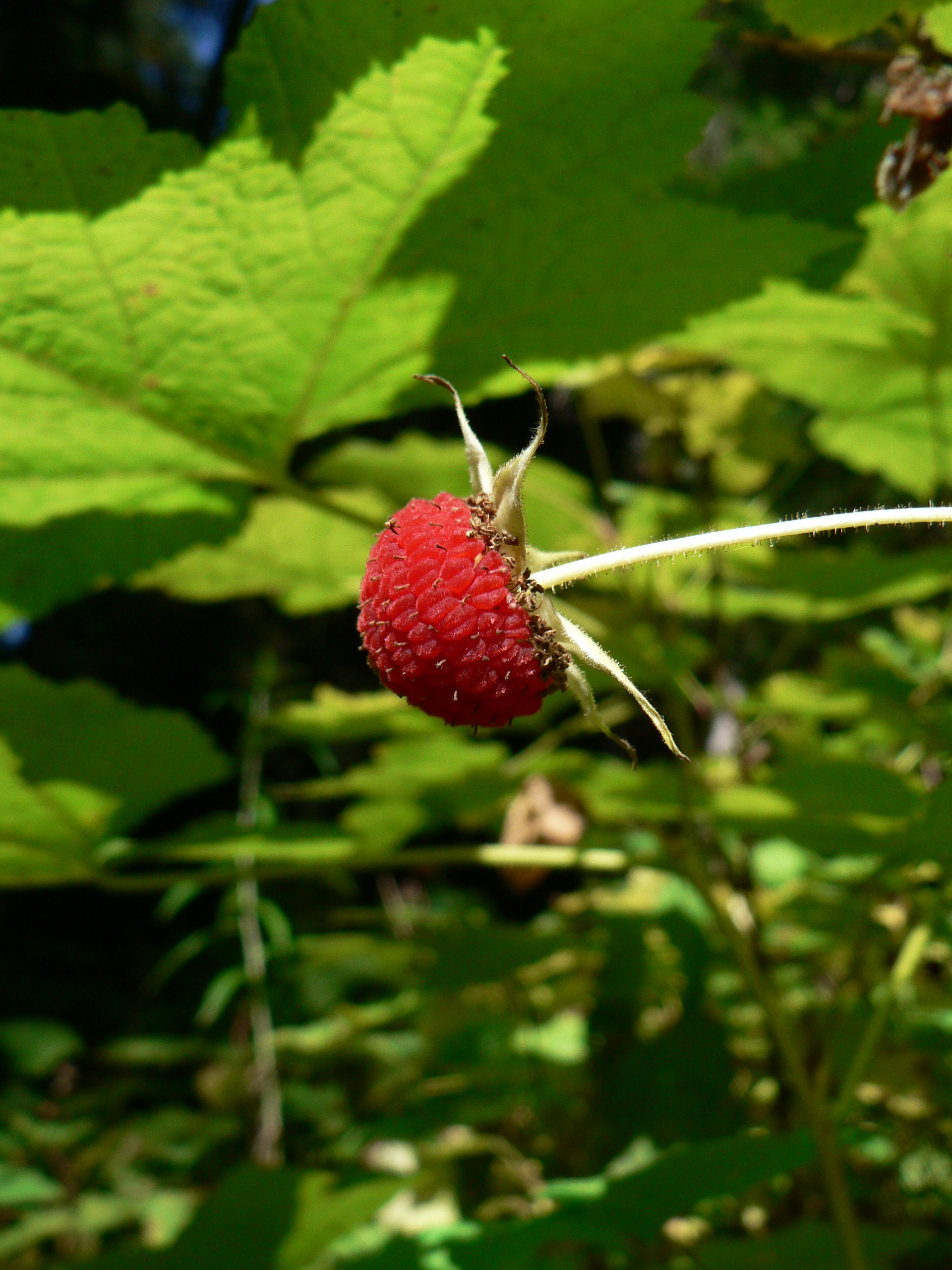
Weiße Zimt-Himbeere
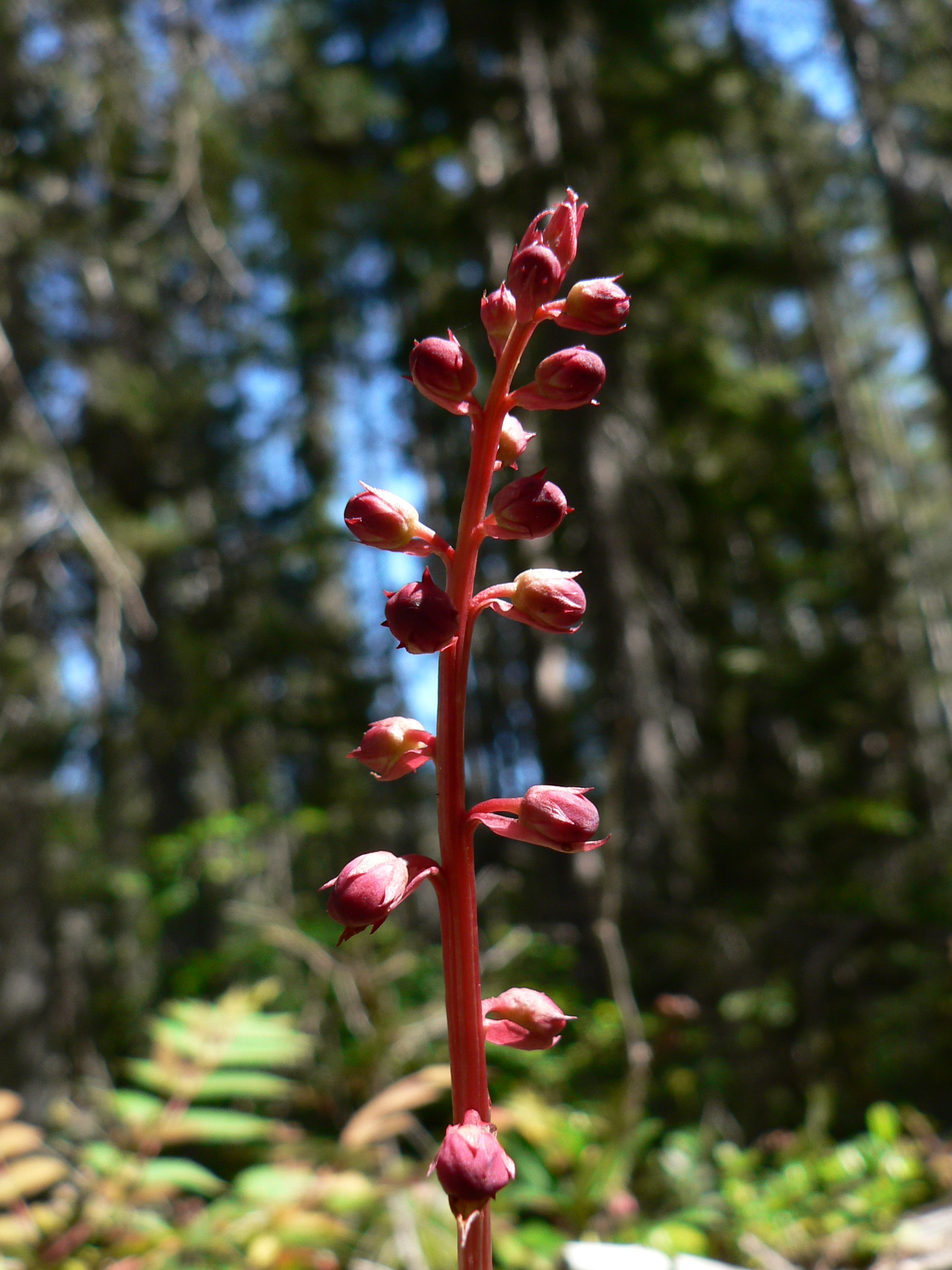
Wintergrün (englisch Pink wintergreen) in der William O. Douglas Wilderness
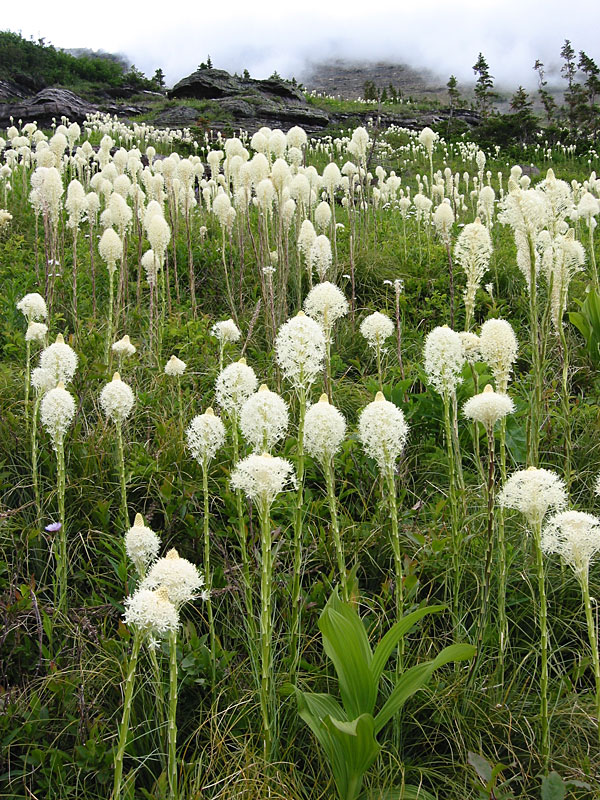
Bärengras
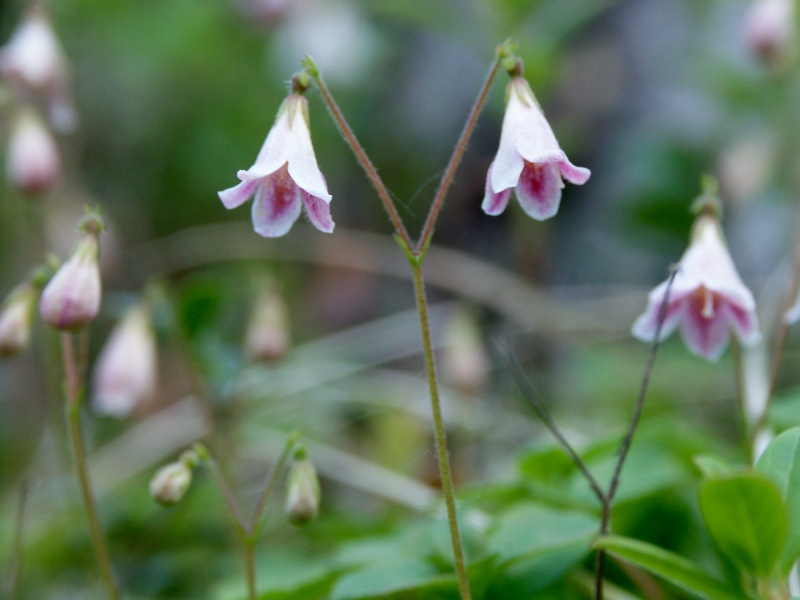
Moosglöckchen

### Fauna

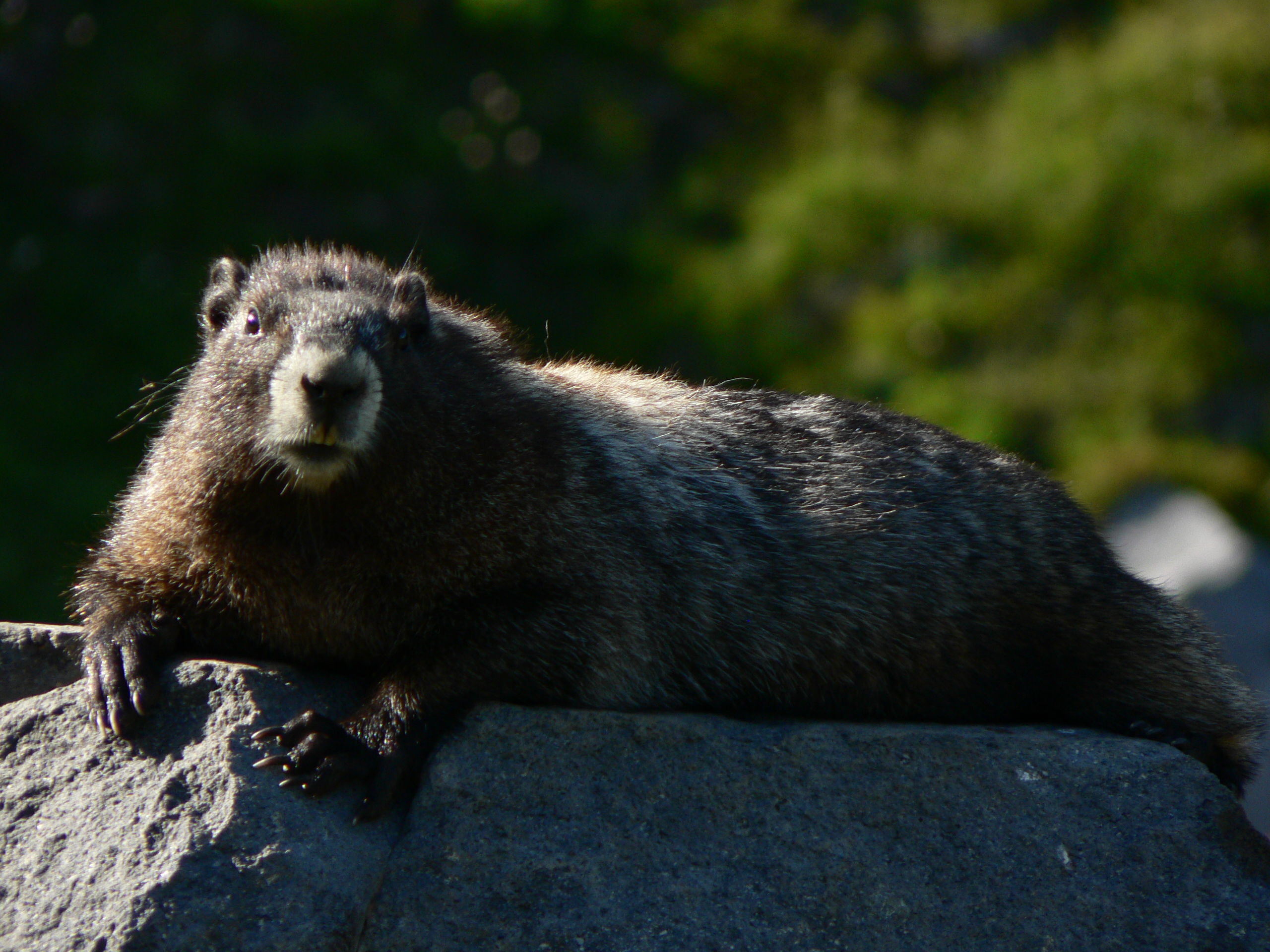
Eisgraues Murmeltier im Mount Rainier National Park
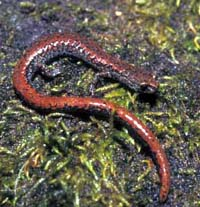
Der Oregon-Wurmsalamander kommt in Wäldern mit Oregon-Ahorn, Riesen-Lebensbaum und Küsten-Douglasie vor.
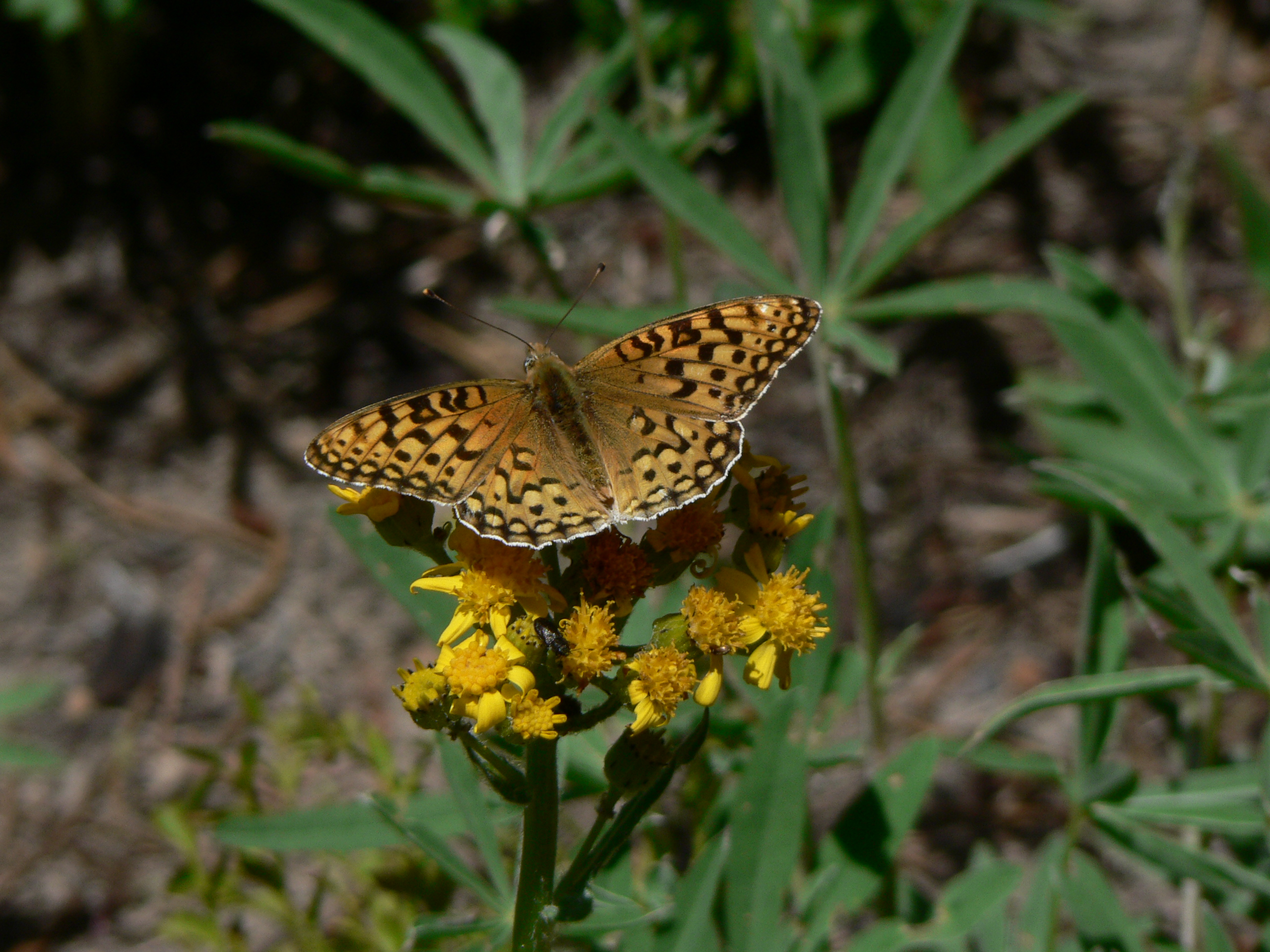
Speyeria zerene in der William O. Douglas Wilderness
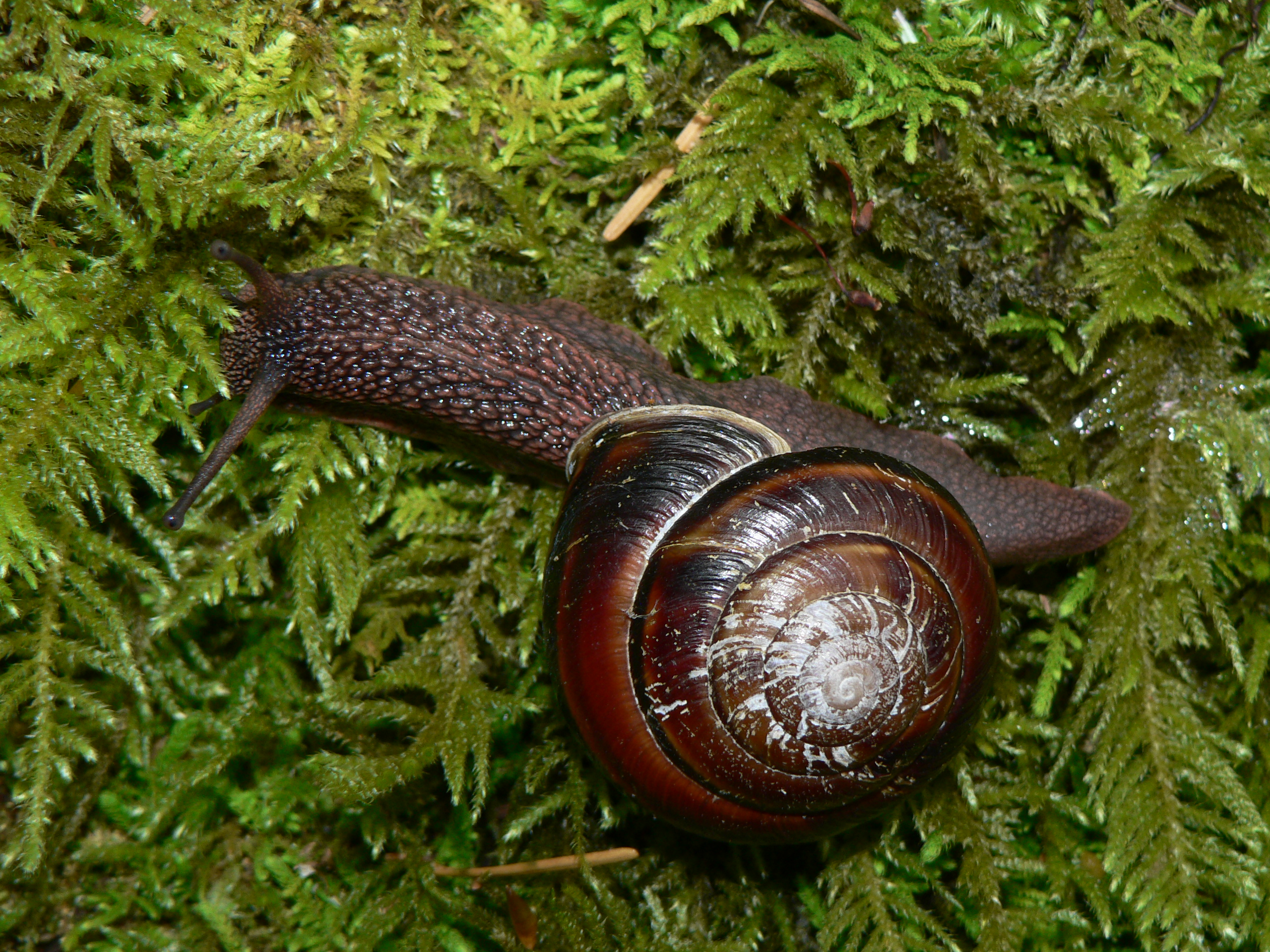
Monadenia fidelis im Squak Mountain State Park

### Landschaften

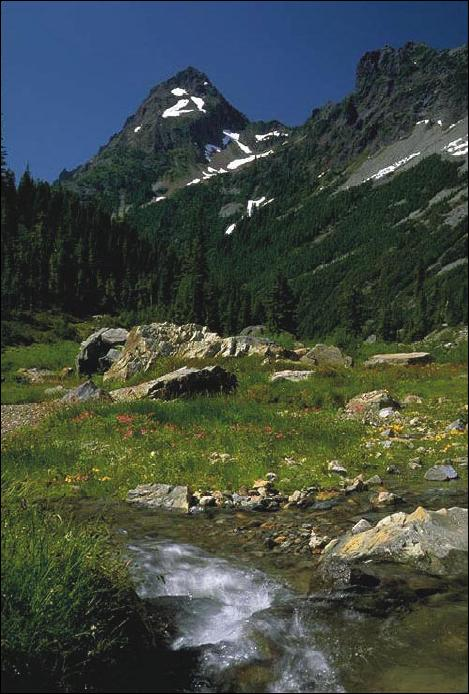
Subalpine Wiese im Mount Baker-Snoqualmie National Forest
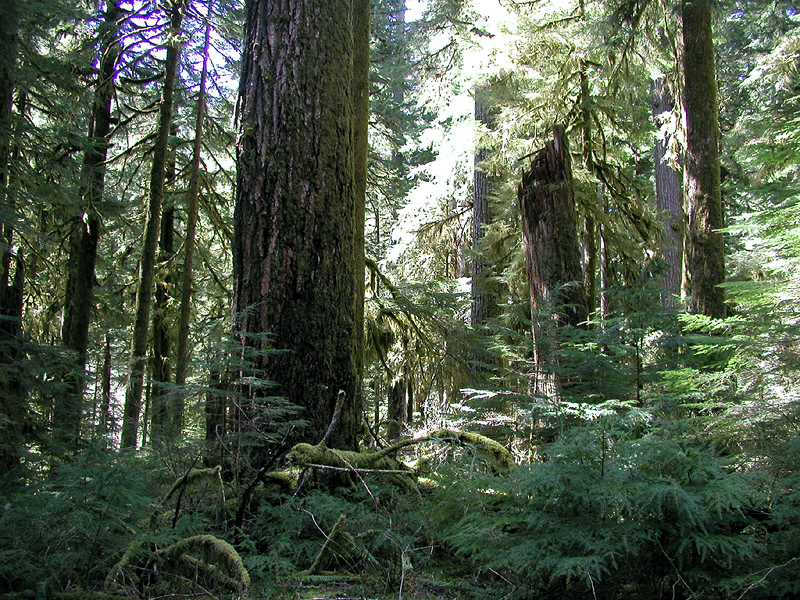
Primärwald in der Opal Creek Wilderness
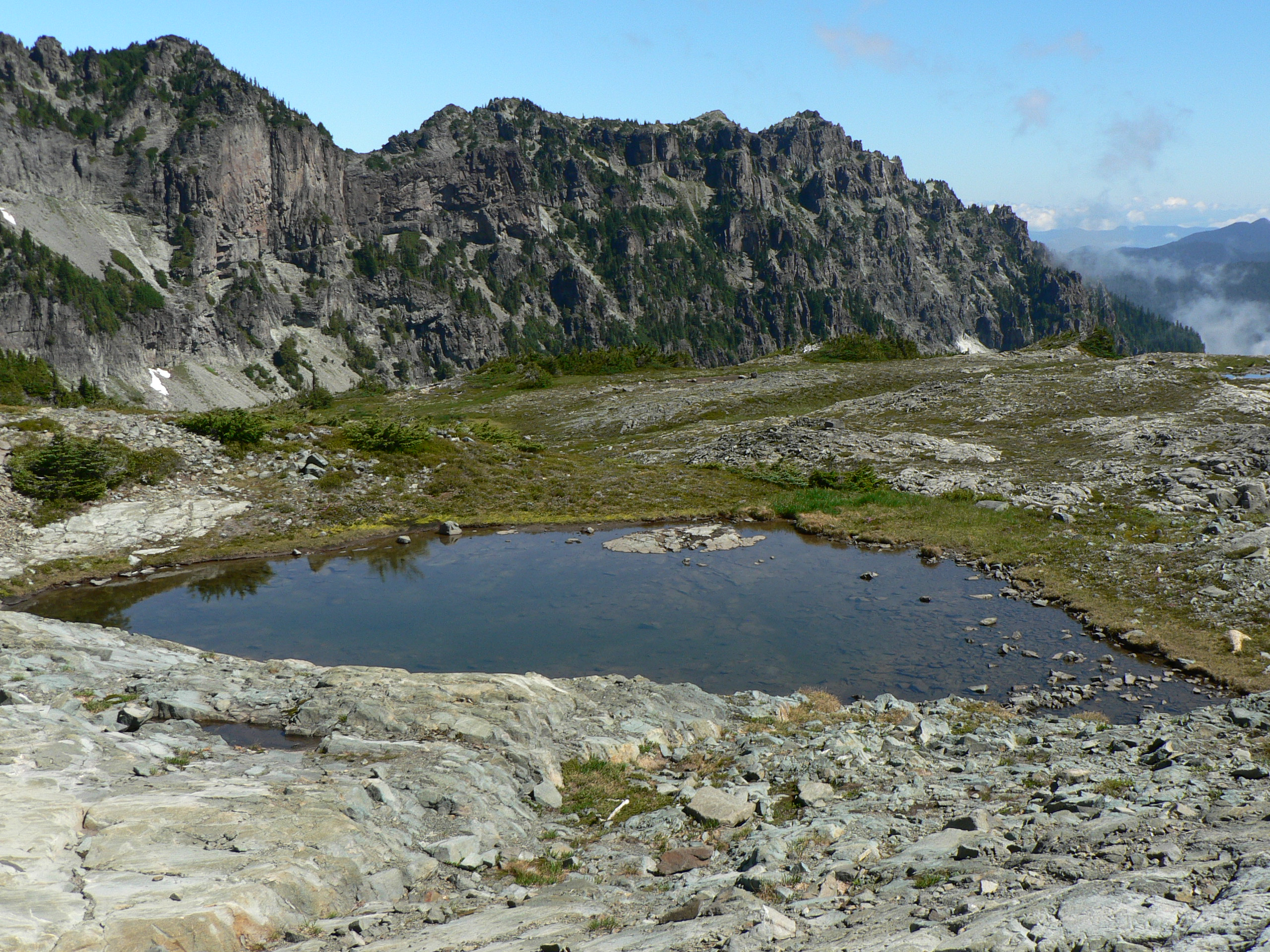
Gletschersee im Mount Rainier National Park
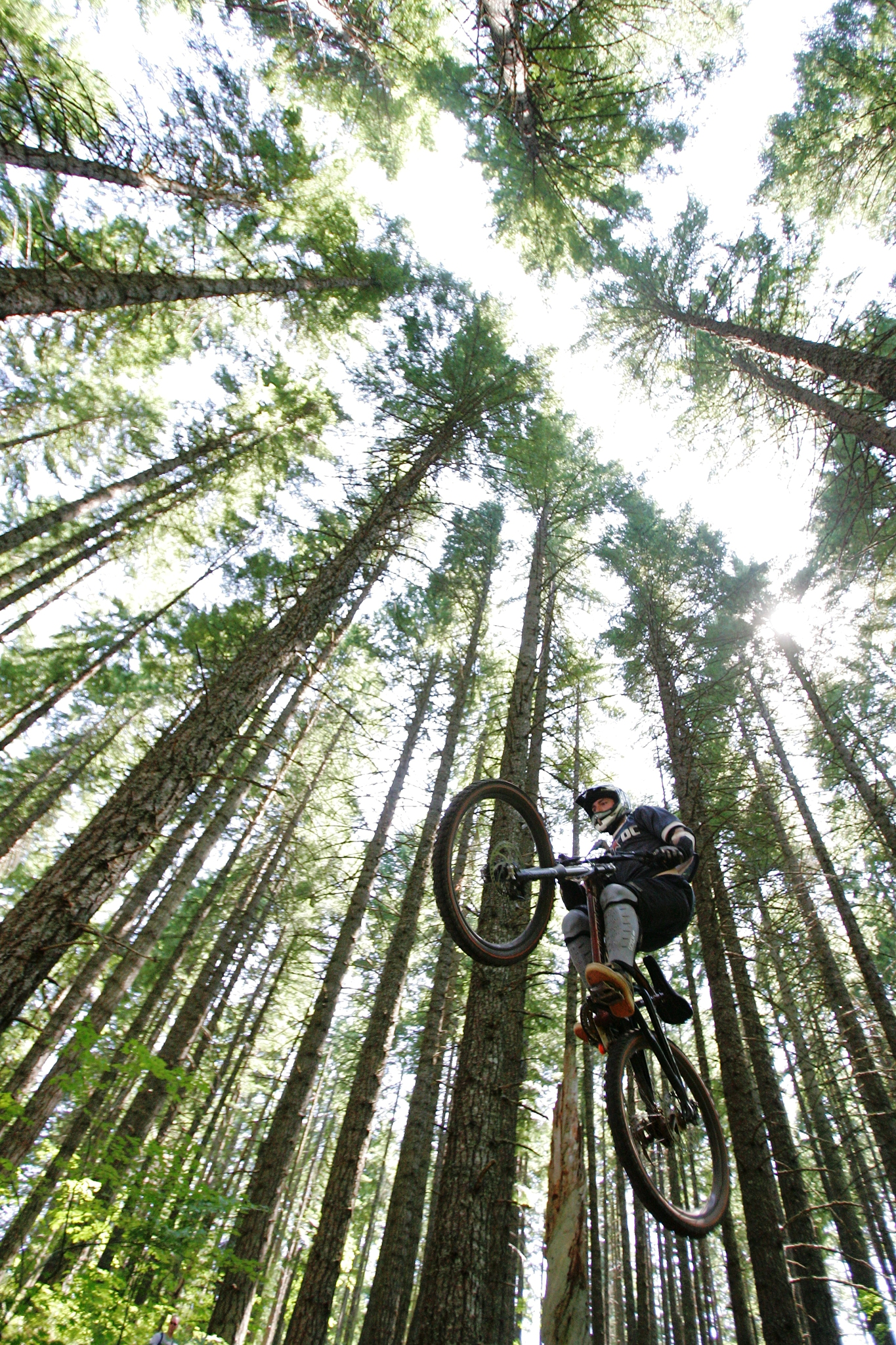
Die touristische Nutzung ist im Mt. Hood National Forest besonders intensiv.